# Michel Scarbonchi
Michel Scarbonchi (ur. 24 lipca 1950 w Casablance) – francuski polityk, eurodeputowany.

## Życiorys
Ukończył stosunki międzynarodowe w Instytucie Nauk Politycznych w Paryżu (1972). Pracował jako konsultant i doradca w różnych przedsiębiorstwach. Zaangażował się w działalność Ruchu Radykałów Lewicy. Był krajowym sekretarzem tego ugrupowania (1975–1988), zaś w latach 1993–1999 pełnił funkcję wiceprezesa Lewicowej Partii Radykalnej. Był radnym regionu Île-de-France i miejscowości Sartrouville.
W wyborach w 1994 kandydował z ramienia listy Energie Radicale (prowadzonej przez Bernarda Tapie) do Parlamentu Europejskiego IV kadencji. Mandat europosła objął w 1997, był członkiem frakcji Europejskiego Sojuszu Radykalnego. W 1999 z ramienia koalicji PS-PRG-MDC ubiegał się o reelekcję. Deputowanym V kadencji został w 2001. Należał (od 2002) do Konfederacyjnej Grupy Zjednoczonej Lewicy Europejskiej i Nordyckiej Zielonej Lewicy, pracował w Komisji Kontroli Budżetowej. W PE zasiadał do 2004.
W 2002 poparł kandydaturę Jean-Pierre'a Chevènementa w wyborach prezydenckich, przeszedł do Ruchu Obywatelskiego i Republikańskiego.
Odznaczony Legią Honorową V klasy (2000).